# Glöden slocknar aldrig – Historien om Attentat
Glöden slocknar aldrig är en videodokumentär som följer Attentat under 1,5 år i replokalen, studion, på scen och i turnébussen fram till den utsålda spelningen på Pustervik i samband med att Fy fan släpptes februari 2013. Detta blandat med unikt arkivmaterial från 70-, 80, och 90-talet. ”Glöden slocknar aldrig” nådde som bäst elfte plats den 13 december 2013 på Sverigetopplistan för försäljning av filmer. 